# Sava Tekelija
Sava Tekelija (în sârbă Сава Текелија; n. 28 august 1761, Arad, Monarhia Habsburgică – d. 7 octombrie 1842, Pesta, Regatul Ungariei) a fost un nobil, jurist, negustor și filantrop sârb, primul sârb doctor în științe juridice. A fost fondatorul și primul președinte a celei mai vechi societăți culturale și științifice sârbești, Matica Srpska, (în sârbă Матица српска). Tekelija a fondat în anul 1838 la Pesta Colegiul Tekelijanum (Collegium Tökölyanum) destinat studenților de etnie sârbă ce studiau la Universitatea din Pesta, în cadrul căruia a înființat Biblioteca Matica. A fost înrudit cu Peter Tekeli și Jovan Tekelija (Thököly).